# Láska je Láska
Láska je Láska (v anglickém originále The L Word) je americký koprodukční seriál stanice Showtime popisující život lesbických žen, bisexuálů a trans lidí a jejich přátel žijících v Los Angeles.
První díl měl premiéru v 18. ledna 2004. Šestá a poslední sezóna byla v USA uvedena 22. února 2009. Mimo USA seriál distribuuje MGM Worldwide Television. V České republice byl seriál vysílán od 14. srpna 2011 na Prima Love.

## Postavy a obsazení
| Herečka/Herec       | Role                      | Sezóna    |
| ------------------- | ------------------------- | --------- |
| Jennifer Bealsová   | Bette Porter              | 1—6       |
| Katherine Moennig   | Shane McCutcheon          | 1—6       |
| Leisha Haileyová    | Alice Pieszecki           | 1—6       |
| Laurel Holloman     | Tina Kennard              | 1—6       |
| Mia Kirshnerová     | Jenny Schecter            | 1—6       |
| Pam Grierová        | Kate "Kit" Porter         | 1—6       |
| Erin Danielsová     | Dana Fairbanks            | 1–3 (4)   |
| Rachel Shelleyová   | Helena Peabody            | 2—6       |
| Sarah Shahi         | Carmen de la Pica Morales | 2–3       |
| Karina Lombardová   | Marina Ferrer             | 1 (4)     |
| Eric Mabius         | Tim Haspel                | 1 (2) (3) |
| Eric Lively         | Mark Wayland              | 2         |
| Dallas Roberts      | Angus Partridge           | 3–4       |
| Daniela Sea         | Moira/Max Sweeney         | 3—6       |
| Cybill Shepherdová  | Phyllis Kroll             | 4—5 (6)   |
| Rose Rollinsová     | Tasha Williams            | 4—6       |
| Janina Gavankarová  | Eva „Papi“ Torres         | 4 (6)     |
| Marlee Matlinová    | Jodi Lerner               | 4—5 (6)   |
| Clementine Fordová  | Molly Kroll               | (4) 5 (6) |
| Kate French         | Nikki Stevens             | 5 (6)     |
| Lauren Lee Smithová | Lara Perkins              | 1-3       |

## Tvůrčí tým
Seriál byl vytvořen výkonnou producentkou Ilene Chaiken (Barb Wire, The Fresh Prince of Bel-Air). Dalšími výkonnými producenty byli také Steve Golin (Být Johnem Malkovichem) a Larry Kennar (Barber Shop). Vedle Chaiken se na psaní scénářů podílely Guinevere Turner (Americké Psycho), Cherien Dabis (Amreeka) a Rose Troche (Go Fish, Six Feet Under).

## Produkce
Seriál se natáčel ve Vancouveru v Britské Kolumbii v Coast Mountain Films Studios, dříve známé jako Dufferin Gate Studios Vancouver. Studio bylo jeden čas ve vlastnictví Dufferin Gate Productions, sesterské společnosti Temple Street Productions, kanadského producenta americké verze seriálu Queer as Folk.

## Hudba
Hudbu k druhé řadě seriálu vytvořila skupina EZgirl. Řada dalších hudebních interpretů doprovodila atmosféru seriálu. Ke každé řadě byl vydán samostatný soundtrack.

## Přijetí seriálu

### Přijetí v USA
Seriál byl v USA po premiéře v roce 2004 přijat poměrně dobře. Například New York Times ve své recenzi vyzdvihl způsob jakým byly v seriálu pojaty a vykresleny lesbické postavy, které, jak deník podotnul, byly doposud v televizním světě spíše řídké a jejich sexuální identitu si bylo nutné domyslet. Deník ale také citoval tvůrkyni seriálu Ilene Chaikenová, která odmítla vidět seriál jako politické médium a sebe jako kulturního misionáře. Jak zdůraznila: "...dělám seriálové melodrama. Nejsem kulturní misionářka."
Na druhou stranu poslední řada seriálu vysílaná v USA v roce 2009 si už takový aplaus nevysloužila. Ve své kritice New York Times například poznamenal, že poslední řada působila spíše jako "sapfóská Playboy fantazie" a že seriál sám o sobě neprojevil dostatečný zájem o "proměnlivý portrét zkušeností homosexuálů".
Seriál vzbudil také zájem v oblasti queer studií a mediálních studií. Eve Kosofsky Segdwicková (2006) zhodnotila první řadu seriálu poměrně pozitivně, když zmínila jeho potenciál zanechat skutečnou a nepředvídatelnou stopu v mediálním světě, i když rovněž zmínila konvenčnost "dovedně provedeného" vyprávění seriálu. Podle Kosofsky Segdwick byla první řada seriálu "slibná" a přinášející "nové formy přátelství do televizní pustiny, kterou optimisticky straší."
Jiní autoři podrobili kritice heteronormativitu seriálu například ve způsobech jak se vyrovnal s dominantními normami o sexualitě a genderu. Mezi hlavní manifestace heteronormativity patřily podle S. A. Chamberse z Univerzity Johna Hopkinse například bizarní fixace na heterosexuální sex, (re)produkce heterosexuální touhy, předpoklad heterosexuálního publika a konzistentní konstrukce vyprávění heterosexuální romance.

## Ocenění
Seriál nebo jeho interpreti byli nominováni nebo oceněni několika televizními cenami.
- Herec Ossie Davis byl v roce 2005 nominován na cenu Emmy za vedlejši roli otce Bette Porter ve druhé řadě seriálu.[10]
- Seriál vyhrál v roce 2006 cenu GLAAD Media Awards v kategorii Vynikající dramatický seriál. Na stejnou cenu byl nominován také v letech 2005, 2007, 2008 a 2009.[10]
- V roce 2009 získal cenu zvláštního uznání udělovanou v rámci GLAAD Media Awards.[10]
- V roce 2005 získala Laurel Holloman, představitelka Tiny Kennard, cenu Golden Satellite Awards za nejlepší ženský herecký výkon v seriálu.[10]
- Herečky Pam Grier a Jennifer Beals byly několikrát nominovány na ceny NAACO Image Awards v kategorii Nejlepší vedlejší ženská role v seriálu (Pam Grier) a Nejlepší ženská hlavní role v seriálu (Jennifer Beals).[10]

## Země uvedení
- Austrálie: Seven Network (Sezóny 1-2), W. Channel (Sezóny 1-2), Movie Extra (Sezóny 3-4)
- Argentina: Warner Channel
- Bosnia a Hercegovina: OBN
- Brazílie: Warner Channel
- Belgie: VijfTV
- Bulharsko : FOX Life
- Česká republika: Prima Love (s dabingem i s titulky)[11]
- Kanada: Showcase Television (Anglicky), illico na vyžádání (Sezóny 1-2), ARTV (Sezóny 3-4) (Francouzsky)
- Chile: Warner Channel (Sezóny 1-2-3-4)
- Dánsko: DR 2
- Finsko: Subtv
- Francie: Canal+
- Německo: ProSieben
- Řecko: Alpha TV
- Maďarsko: Cool TV
- Island: Skjár 1
- Irsko: Channel 6
- Izrael: Yes stars
- Itálie: Jimmy, La7
- Japonsko: FOXlife HD
- Latinská Amerika: Warner Channel
- Litva: Tango TV
- Nizozemsko: Rtl 5
- Nový Zéland: Prime TV
- Norsko: TV3
- Filipíny: 2nd Avenue, Velvet (Sezóna 2)
- Portugalsko: RTP2 and FOX Life
- Rusko: MTV Russia (Season 1-4)
- Srbsko : FOX Life
- Jižní Afrika: Series Channel DSTV
- Jižní Korea: Catchon
- Španělsko: Canal+
- Švédsko: TV400 (Sezóna 4- a návrat 1-3), TV3 (Sezóny 1-3)
- Švýcarsko: TSR 1
- Spojené království: Living
- Uruguay: Warner Channel
- Kosta Rica: Warner Channel (Sezóna 4)